# 임홍재 (1900년)
임홍재(任鴻宰, 1900년 ~ ?)는 일제강점기의 관료이자 한국의 언론, 정치인이다. 8.15 해방 직후 인천부 농림과장에 임명되었고, 1945년 10월 8일 조선인 최초의 인천부윤에 선출되었다.

## 약력
- 간이교원양성소 졸업, 제3종 교원(준교사) 자격 취득
- 조선총독부 보통문관시험 합격
- 인천부 농림계장
- 연천군청 근로동원과장
- 1945년 8월 16일 ~ 1945년 10월 7일 인천부 농림과장
- 1945년 10월 ~ 1947년 2월 인천부 농림과장에 유임
- 1945년 10월 ~ 1947년 2월 인천부윤을 겸임함
- 경성부 부부윤
- 대중일보사 사장
- 1948년 5월 10일 제헌국회의원 선거에 경기도 인천시 을구에서 입후보했으나 낙선
- 1950년 제2대 국회의원 선거에 경기도 인천시 병구에서 출마했으나 낙선

| 전임 스틸맨 | 제3대 경기도 인천부윤 1945년 10월 8일 ~ 1946년 11월 13일 | 후임 임홍재 |

| 전임 임홍재 | 제4대 경기도 인천부윤 1946년 11월 13일 ~ 1947년 1월 18일 | 후임 조승환 (권한대행) |